# Nicet de Lió
Nicet de Lió o Niceci, en francès Nizier i en llatí Nicetius o Nicetus (ca 513 - 2 d'abril del 573), fou un bisbe de Lió que va jugar un gran paper en els concilis on va participar. És venerat com a sant en diverses confessions cristianes.

## Biografia
De família senatorial, va succeir el bisbe Sacerdot de Lió, de qui era nebot, el 19 de gener de 553. Al seu torn, era el besoncle de Gregori de Tours, qui en va escriure la vida en les Vitae patrum.
Va rebre del papa el títol de Patriarca. Va ser també un exorcista. Fou enterrat probablement a l'església que porta el seu nom a Lió, Saint-Nizier, que ha estat anomenada després església dels Sants Apòstols.

## Veneració
Li són atribuïts alguns miracles que van esdevenir després de la seva mort. El bisbe Eteri (Aetherius), que coneixia bé Nicet, va contribuir a la difusió del seu culte.
La seva festa com a sant cristià se celebra el 2 d'abril.